# Мохаммадиан, Аскари
Аскари Мохаммадиан (перс. عسکری محمديان‎, род. 2 марта 1963, Сари) — иранский борец вольного стиля, чемпион Азии и Азиатских игр, призёр чемпионатов мира и Олимпийских игр.

Сын — Мохаммад Хусейн Мохаммадиан, известный иранский борец.

## Биография
Родился в Сари. В 1982 году завоевал серебряную медаль Азиатских игр. В 1983 году стал чемпионом Азии. В 1986 году завоевал золотую медаль Азиатских игр. В 1988 году стал обладателем серебряной медали Олимпийских игр в Сеуле (единственный иранец, выигравший медаль на тех Играх). В 1989 году стал серебряным призёром чемпионата мира и чемпионата Азии. В 1992 году завоевал серебряную медаль Олимпийских игр в Барселоне.